# حريق خاركيف 2021

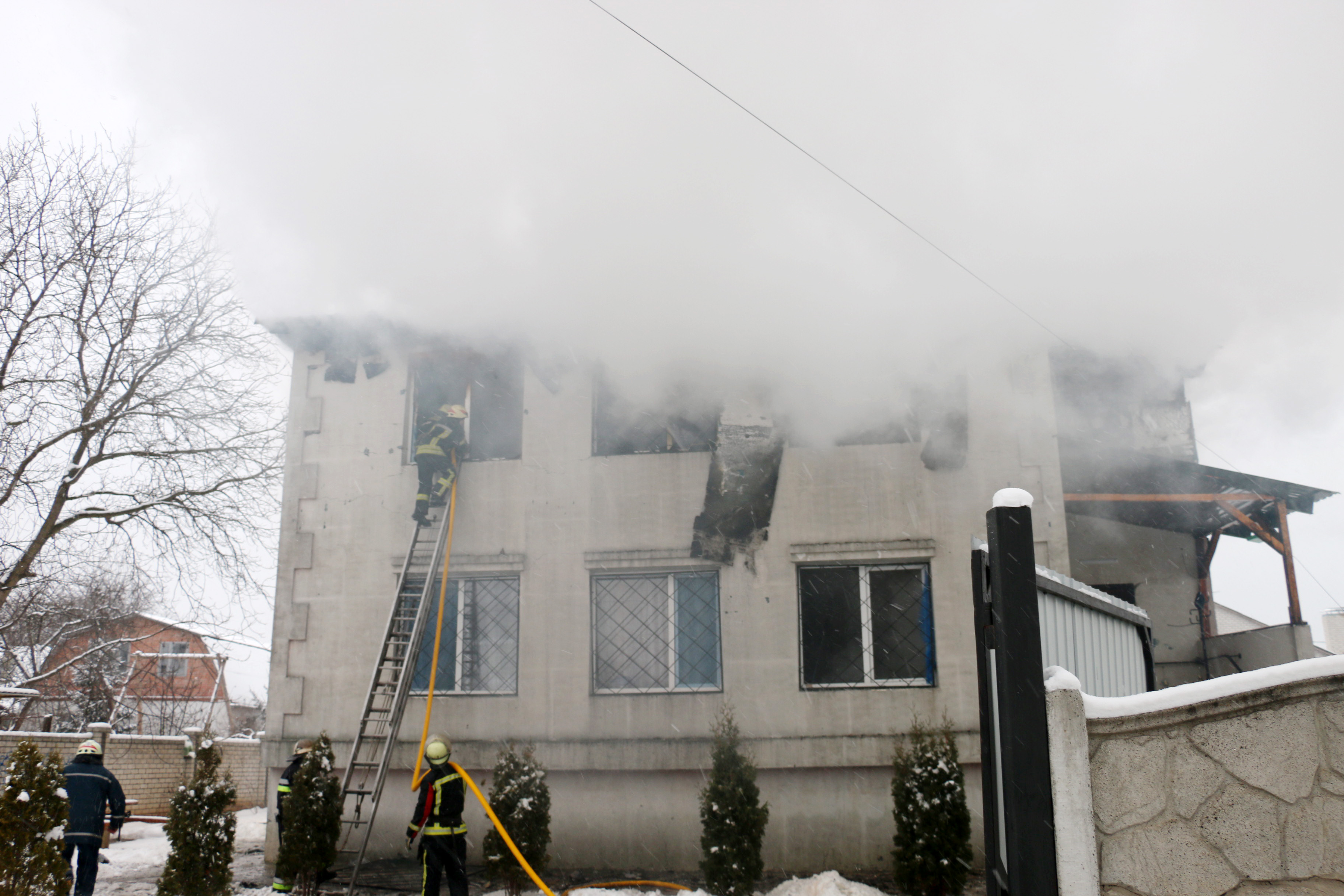
رجال المطافي يخمدون النار

حريق خاركيف في 21 يناير 2021، اندلع حريق في دار رعاية غير مسجلة في خاركيف أوكرانيا. أسفر الحريق عن مقتل 15 شخصًا وإصابة 11 آخرين. تم إنقاذ تسعة أشخاص وإرسالهم إلى المستشفى. وبحسب المدعي العام الأوكراني إيرينا فينيديكتوفا فإن الحريق نتج عن الإهمال في استخدام السخانات الكهربائية. دفع هذا مكتب المدعي الإقليمي في خاركيف إلى بدء الإجراءات الجنائية بسبب الانتهاكات المزعومة لأنظمة السلامة. تعتبر السخانات الكهربائية غير آمنة في خاركيف بسبب التصميم غير المناسب للبنية التحتية الكهربائية في تلك المنطقة.
لحقت أضرار جسيمة بالمنزل، ويبدو أن معظم الطابق الثاني قد دمر. يبدو أن الأشخاص الخمسة عشر الذين لقوا حتفهم قد حوصروا في الطابق الثاني. أعلن عمدة خاركيف بالنيابة إيهور تيريخوف يوم 22 يناير 2021 يوم حداد. أعلن الرئيس فولوديمير زيلينسكي يوم 23 يناير يوم حداد وطني.